# Новоивановка (Одесская область)
Новоивановка (укр. Новоіванівка) — село, относится к Ананьевскому району Одесской области Украины.
Население по переписи 2001 года составляло 107 человек. Почтовый индекс — 66434. Телефонный код — 4863. Занимает площадь 0,43 км². Код КОАТУУ — 5120283903.

## Местный совет
66434, Одесская обл., Ананьевский р-н, с. Новоалександровка